# Votiefdepot

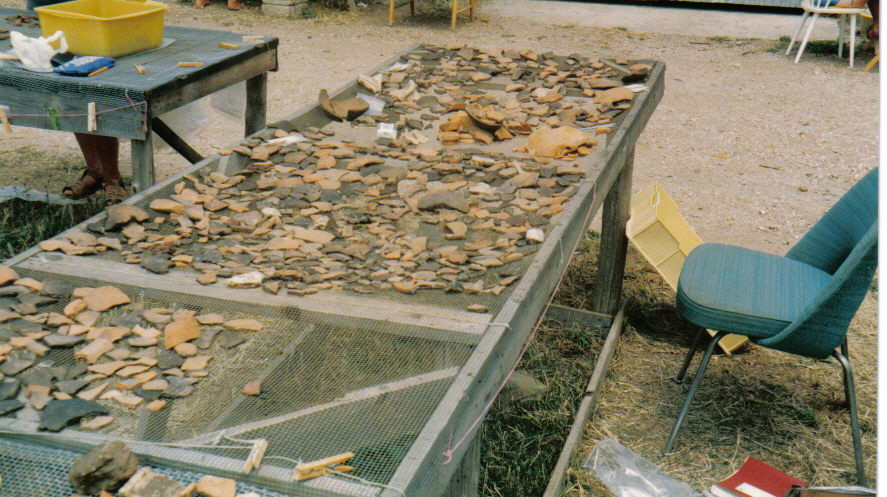
Scherven uit het votiefdepot van Satricum (opgraving Italië)

Een votiefdepot is een archeologische term voor de plaats, waar geschenken aan de goden werden opgeslagen om plaats te maken voor nieuwe geschenken.
Om de goden gunstig te stemmen of om dankbaarheid te tonen voor een verleende gunst, werden er geschenken gegeven aan de goden. Zo’n geschenk heet een votiefgave. Votiefgaven uit de klassieke oudheid noemen we ook wel anathemata, vooral wanneer het gaat om votiefbeeldjes. Wanneer er veel geschenken bijeen waren gebracht en plaatsgebrek dreigde, konden de priesters van een tempel of een cultus besluiten om de oude geschenken te verzamelen en elders op te slaan (meestal: te begraven), om daarmee ruimte te creëren voor nieuwe geschenken. De oude geschenken verdwenen daarmee in een depot, ofwel: een opslagruimte. Onder andere  in Satricum en in Cumae zijn dergelijke depots gevonden.